# Distretto di Luus
Il distretto di Luus è uno dei quindici distretti (sum) in cui è suddivisa la provincia del Dundgov', in Mongolia. Conta una popolazione di 2.106 abitanti (censimento 2007). 